# 廣昌縣 (蔚州)
廣昌縣，明代山西大同府蔚州所屬的一個縣，隋代至元代為飛狐縣。洪武初更名廣昌縣。雍正十一年（1733年）改隸直隸易州直隸州，民國三年（1914年）改名淶源縣。